# 12227 Penney
12227 Penney eller 1985 TO3 är en asteroid i huvudbältet som upptäcktes den 11 oktober 1985 av det amerikanska astronom paret Eugene M. och Carolyn S. Shoemaker vid Palomar-observatoriet. Den är uppkallad efter Big John Penney.
Asteroiden har en diameter på ungefär 2 kilometer.